# Cochrane (Ontário)

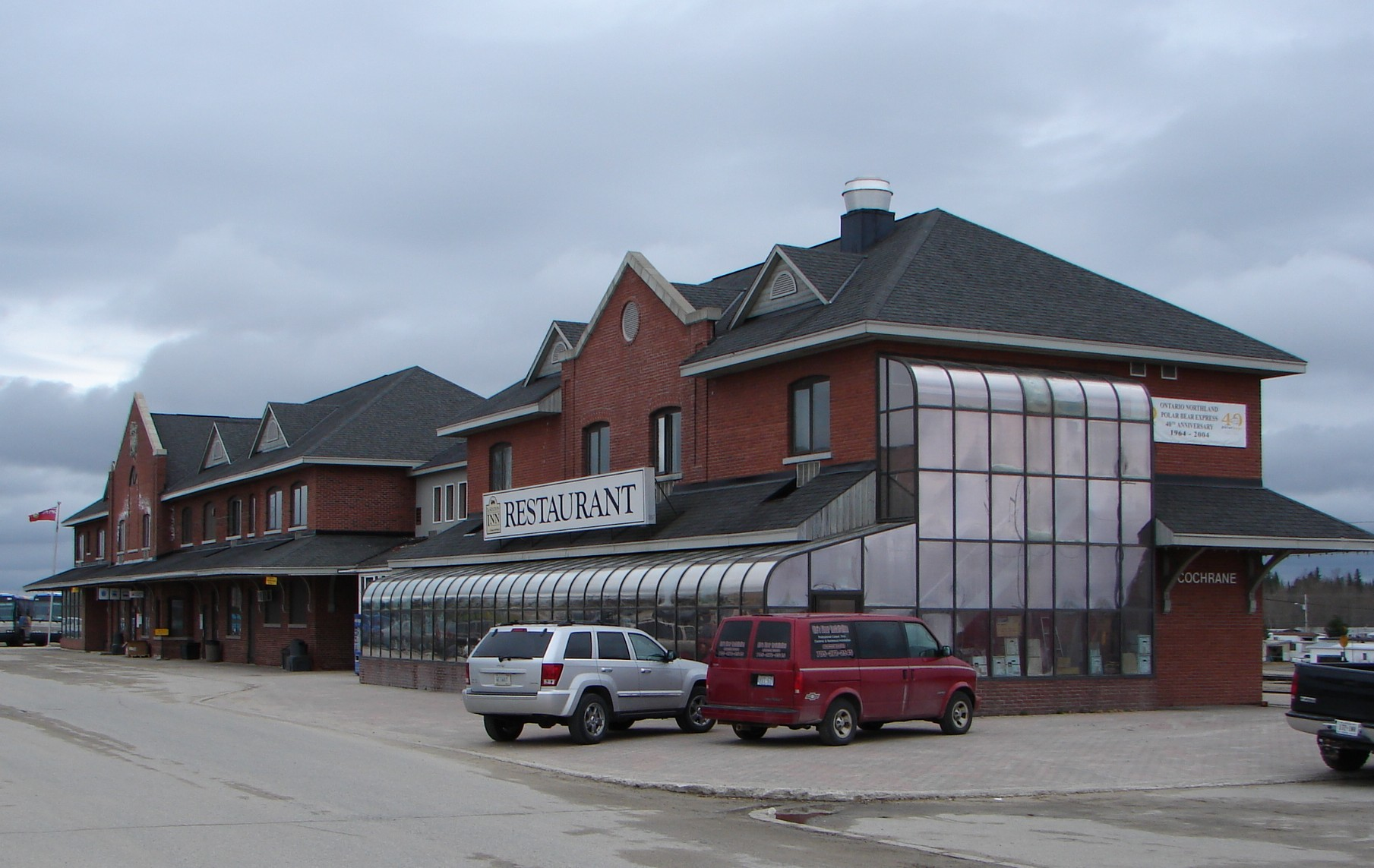
Estação de caminho-de Ferro da cidade

Cochrane é uma cidade canadense localizado na província de Ontário. A cidade possui uma população de cerca de 5 500 habitantes. Aproximadamente metade da população são anglófonos e a outra metade são francófonos.